# Paul Heyman
Paul Heyman (Nueva York, 11 de septiembre de 1965) es un empresario, presentador y fotógrafo estadounidense, conocido por haber sido el booker de la extinta promoción de lucha libre profesional Extreme Championship Wrestling. Heyman comenzó siendo mánager de luchadores en empresas como la American Wrestling Association o World Championship Wrestling bajo el nombre de Paul E. Dangerously. Sin embargo, en 1993 empezó a dirigir la ECW, logrando gran aceptación entre los fans debido a su ímpetu extremista y políticamente incorrecto hasta su cierre en 2001. Tras esto, firmó con la World Wrestling Federation/Entertainment, donde ha ejercido como comentarista y mánager. Actualmente trabaja para la marca SmackDown.
En WWE, Heyman ha manejado o ha sido gerente de -entre tantos luchadores- seis campeones mundiales: The Big Show, Kurt Angle, Rob Van Dam, CM Punk, Brock Lesnar, Roman Reigns y más recientemente Seth Rollins. Los críticos han elogiado sus habilidades en la gestión y en el uso del micrófono. Heyman también ha competido esporádicamente en luchas, incluido el evento principal del del pago por evento WWE Rebellion 2002.
Fue incluido en el Salón de la Fama del Wrestling Observer Newsletter en 2005 y 19 años después, también fue incluido en el Salón de la Fama de la WWE en su clase 2024.

## Biografía
Paul Heyman nació el 11 de septiembre de 1965 en el Bronx, Nueva York, hijo de Sulamita (1928-2009) y Richard S. Heyman (1926-2013), quien fue un prominente abogado y veterano de la Segunda Guerra Mundial. Él es judío, ya que su madre fue una sobreviviente del Holocausto.
A los 11 años, Heyman dirigía un negocio de pedidos por correo que vendía recuerdos de celebridades y deportes desde su casa. Cuando aún era un adolescente, se abrió camino como fotógrafo en un evento de la World Wide Wrestling Federation (WWWF) en el Madison Square Garden como reportero gráfico. La empresa le pagó por varias de sus fotografías.
Se graduó de Edgemont High School. Asistió a la State University of New York at Purchase y trabajó al aire como un presentador controvertido y obstinado en la estación de radio de SUNY y en la estación de radio WARY-FM de Nueva York para Westchester Community College. En 1985, a la edad de 19 años, se convirtió en fotógrafo, luego en productor y promotor del club nocturno Studio 54 de la ciudad de Nueva York.

## Carrera

### Inicios
Heyman se introdujo en el mundo de la lucha libre profesional como fotógrafo y escritor de las publicaciones de la revista de lucha libre Pro Wrestling Illustrated. Luego, trabajó como mánager y promotor de lucha libre el 18 de marzo de 1985, en la empresa Florida Championship Wrestling. Hizo amistad con grandes luchadores como Kevin Sullivan y Oliver Humperdink. Heyman empezó a llamarse Paul E. Dangerously por su parecido al actor Michael Keaton en la película Johnny Dangerously. Viajó a Memphis, para ir a la Continental Wrestling Association con los mánagers Tommy Rich y Austin Idol. Empezó una amistad con Jerry Lawler, que le introdujo en la empresa de lucha libre americana AWA.

### Continental Wrestling Federation (1987-1988)
Meses después, Heyman dejaría AWA, y fue de nuevo a Alabama, para trabajar en la Continental Wrestling Federation. Paul E. Dangerously empezó una alianza con Eddie Gilbert. Entonces Heyman hizo grandes amistades que le llevarían a grandes proyectos.

### World Championship Wrestling (1988–1993)
En 1988, Heyman saltó a las "Jim Crockett Promotions", donde Dangerously empezó siendo mánager de estrellas del "Original Midnight Express" como Bobby Eaton y Stan Lane. Allí conoció a "Mean" Mark Callous (más conocido como The Undertaker), que Heyman le promocionaría durante un tiempo. Después se convirtió en anunciador de luchadores, junto con Jim Ross en la empresa World Championship Wrestling.
Después, en 1991, volvió a ser mánager, esta vez promocionando al equipo "Dangerous Alliance", (el equipo estaba formado por Madusa, Bobby Eaton, Rick Rude, Arn Anderson (WCW TV Champion), Steve Austin y Larry Zbyszko.
Poco después fue nombrado Mánager General de la empresa WCW, en la que Heyman permanecerá allí hasta 1992.

### Eastern Championship Wrestling / Extreme Championship Wrestling (1993–2001)

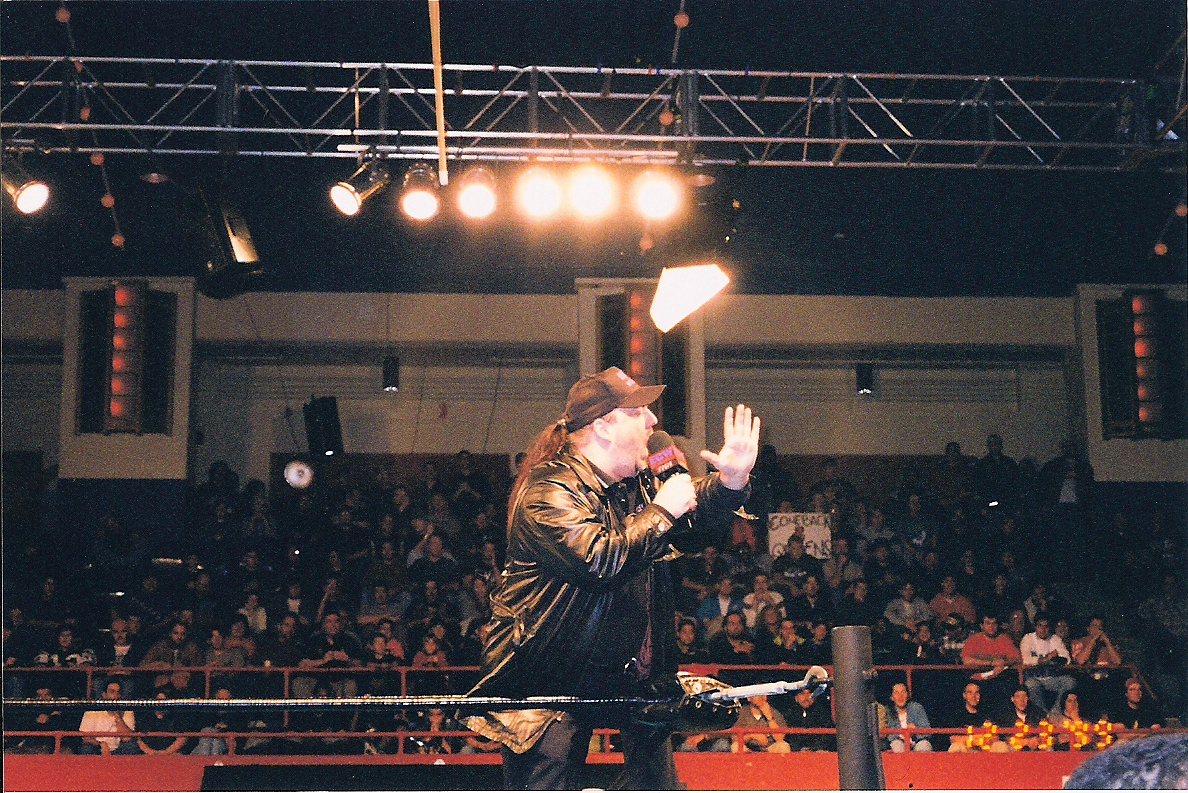
Paul Heyman en la ECW.

Después de dejar la WCW, Heyman quiso empezar una nueva promoción en Texas con Jim Crockett Jr.. No obstante, hubo desacuerdos ya que Crockett quería formar una empresa de lucha libre tradicional, mientras que Heyman sentía que la lucha libre tradicional era anticuada y una renovación a la industria era necesaria.

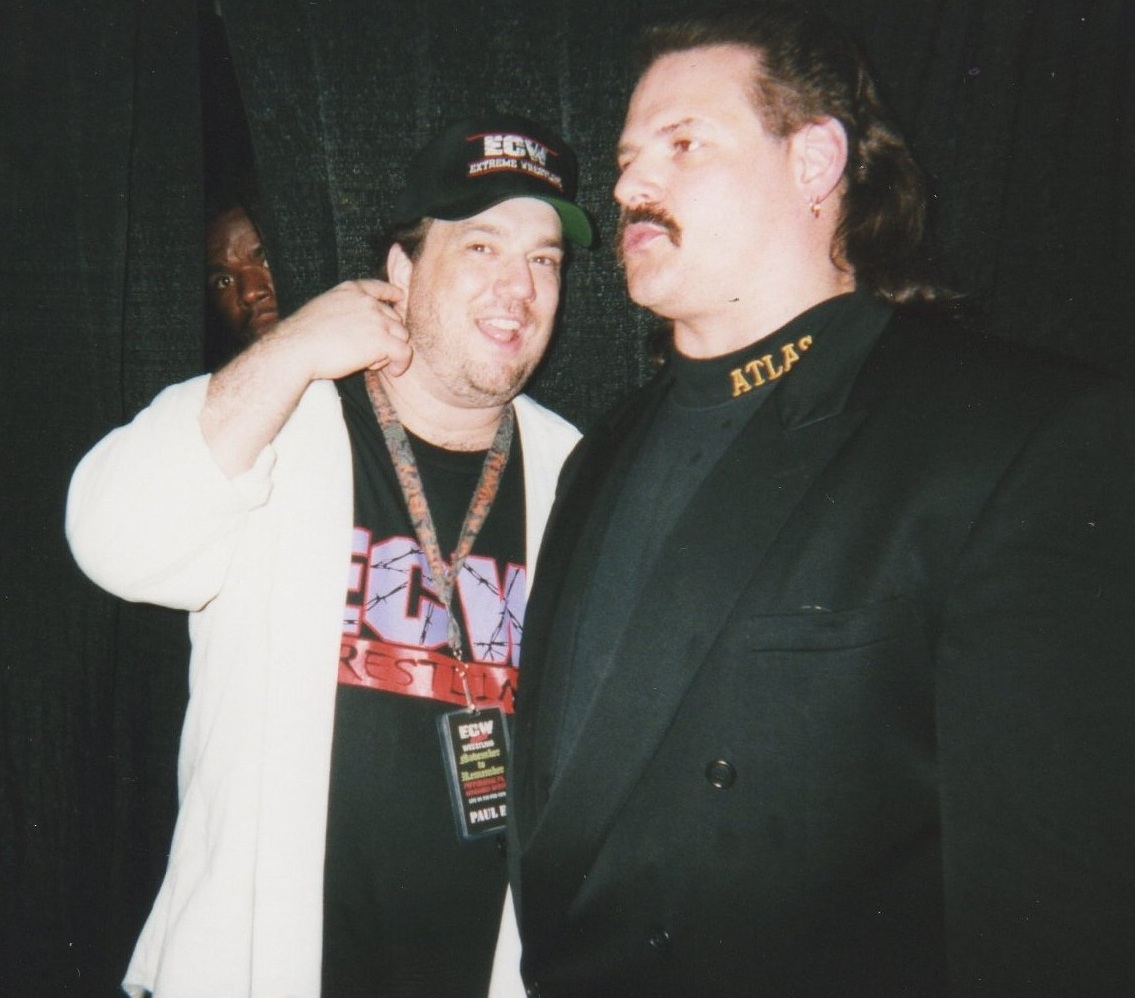
Heyman en un show de la ECW en 1998.

En la época, Eddie Gilbert era el booker de una empresa localizada en Filadelfia, la Eastern Championship Wrestling de la National Wrestling Alliance (NWA), cuyo dueño era el encargado de una casa de empeños llamado Tod Gordon. Heyman vino a ayudar a Gilbert a enseñarle a los luchadores más jóvenes como actuar en entrevistas, pero el comportamiento errático de Gilbert fue demasiado para Gordon, quién tuvo una discusión con Gilbert antes del evento Ultra Clash el 18 de septiembre de 1993. Desde ese punto, Heyman estaba a cargo de la dirección creativa de la empresa. Re-adoptando el nombre de Paul E. Dangerously, él manejó unos pocos luchadores, incluyendo a Sabu y a 911.
Un año después, la ECW era la empresa insignia de la bregada NWA. Un torneo se realizaría en agosto de 1994 por el Campeonato Peso Pesado Mundial de la NWA, en un evento compuesto en su mayoría de luchadores de la ECW. El luchador predispuesto para ganar el torneo era Shane Douglas, pero Heyman conspiró con Douglas y Gordon sin el consentimiento del presidente de la NWA Dennis Coralluzzo para tener a Douglas (y por extensión, la misma ECW) denunciando públicamente a la NWA y su "tradición" después de ganar el torneo. En su discurso post-lucha, Douglas agresivamente asaltó el linaje del título, arrojando el cinturón al suelo, proclamando a la NWA como una "organización muerta" y declarando su título de la ECW un campeonato de nivel mundial. El plan para este discurso era conocido solamente para esos tres individuos.
Esa misma semana, Heyman y Tod Gordon renombraron la empresa, eliminando el nombre regional "Eastern" y cambiando a Extreme Championship Wrestling. Ambos separaron la ECW de la NWA para transformarla en su propia entidad. Heyman incitó a los luchadores a expresar sus sentimientos con respecto a la WWF, la NWA, y la WCW. Heyman compró la empresa de Gordon y pasó a ser el dueño de la ECW. Durante este periodo en la ECW, Heyman encontró un aliado en Vince McMahon y la WWF. McMahon le había mandado algunos luchadores de la WWF a la ECW (bajo pago de la WWF) para desarrollarlos y estaba interesado en algunos luchadores de la ECW, como Terry Gordy y 2 Cold Scorpio. McMahon le pagaba US$1,000 por semana para arrendar a Scorpio.
En los últimos días de la ECW, Heyman no apareció más en la empresa y fue reemplazado como líder creativo por el luchador Tommy Dreamer.

### World Wrestling Federation/ Entertainment (2001–2006)

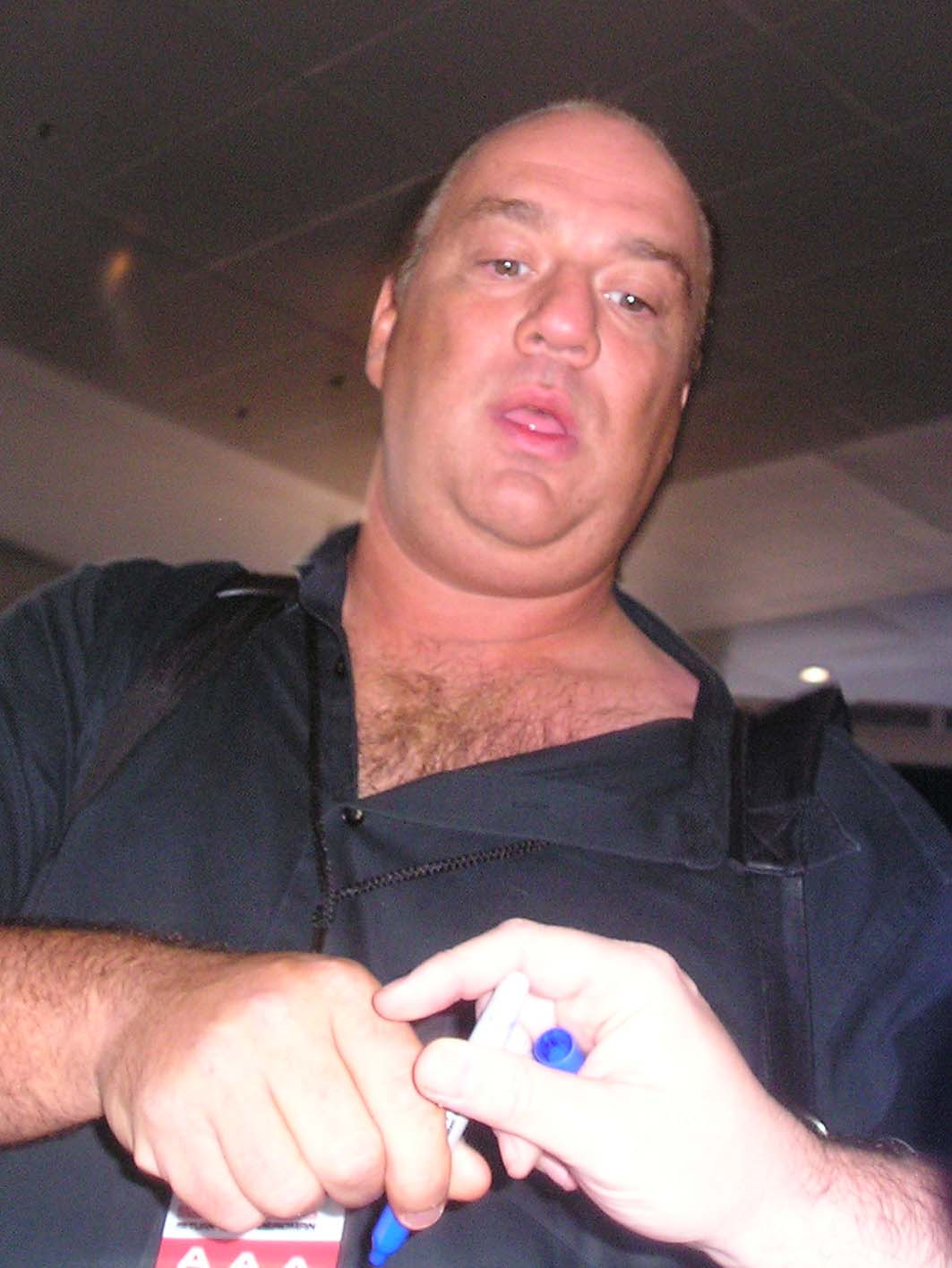
Tras el cierre de la ECW, Heyman firmó con la WWE, donde estuvo durante 5 años.

Después del quiebre de la ECW, Heyman empezó a trabajar como comentarista para la WWF, tomando el puesto de Jerry Lawler (quien había abandonado la compañía por el despido de su mujer, Stacy Carter). Heyman comentó las luchas de Raw en marzo de 2001. Durante este tiempo, tuvo un feudo con Jim Ross. En julio, mientras era comentarista, Heyman creó una nueva basado en la ECW, aliándose con la WCW de Shane McMahon, formando The Alliance y dando comienzo a la historia de The Invasion. Sin embargo, una vez terminada, fue despedido (Kayfabe) tras Survivor Series.
Sin embargo, Heyman regresó en marzo de 2002 como el mánager de Brock Lesnar. Heyman ayudó a Lesnar durante sus luchas, sobre todo cuando ganó el WWE Undisputed Championship de The Rock en SummerSlam. Sin embargo, en Survivor Series, Heyman traicionó a Lesnar al ayudar a su rival, The Big Show. Sin embargo, volvió a traicionar a su cliente, aliándose con el nuevo Campeón de la WWE Kurt Angle cuando ganó el título.
A pesar de esto, sufrió una lesión en enero al recibir mal un "F-5" de Lesnar, terminando el feudo entre ambos, por lo que Heyman tuvo un altercado con Vince McMahon por suspenderlo unas semanas antes de WrestleMania XIX, donde Heyman iba a dirigir a Angle en el Main Event de la noche contra Lesnar. Heyman fue relegado a ser el asesor de los eventos de televisión mientras se recuperaba de su lesión de cuello. Después de que McMahon derrotara a su hija Stephanie McMahon en No Mercy, Heyman regresó como el Mánager General de la marca SmackDown!. Mientras estaba en el cargo, se volvió a aliar con Lesnar, enfeudándose con luchadores como The Undertaker, John Cena y, especialmente, Chris Benoit, asegurándose de no darle oportunidades por el Campeonato de la WWE. También tuvo un feudo con el Mánager General de la marca rival, Raw, Eric Bischoff, basándose en que Heyman le acusaba de "matar" a la ECW, ya que mientras estaba en la WCW, contrató a muchos talentos suyos. Este feudo tuvo su punto final durante el Draft, donde Heyman perdió su puesto como Mánager General al ser traspasado a Raw. Tras esto, renunció a la empresa (Kayfabe).
Tras su paso por SmackDown!, sirvió como escritor, siendo conocido por crear a los "SmackDown! Six": (Kurt Angle, Chris Benoit, Edge, Rey Mysterio, Eddie Guerrero y Chavo Guerrero), haciendo un triple feudo por el Campeonato en Parejas de la WWE, durante el cual, una lucha fue nombrada por la Wrestling Observer Newsletter como la Mejor del año (Edge &Rey Mysterio vs. Kurt Angle & Chris Benoit en No Mercy) y él fue premiado por la misma revista con el premio al Mejor Promotor.
Durante 2004, Heyman volvió a ser mánager, esta vez de los Dudley Boyz (sin incluir a Spike Dudley; La función Heyman fue desacreditada después de que Spike se convirtiera en "el jefe" de sus "hermanos grandes"), y de Heidenreich. En estas funciones de mánager, siempre ha mantenido a sus estrellas en un feudo con The Undertaker. La última aparición de Heyman fue en Smackdown! el 6 de enero de 2005, tras verse involucrado en un combate Handicap en el que participaba con Heindereich contra The Undertaker.
Paul Heyman estuvo envuelto en la promoción de la reunión de la ECW en el PPV One Night Stand el 12 de junio de 2005. Heyman volvió a Raw en mayo y compitió contra Eric Bischoff. Heyman dijo que la ECW era un estilo de vida, estaba en contra de lo establecido era una contracultura. Heyman terminó su daño a Bischoff, insultándo a él, a JBL y Edge
En julio de 2005, Paul Heyman cogió la posición de promotor y escritor en Ohio Valley Wrestling.

#### Regreso de la ECW (2006–2007)
El 25 de mayo de 2006, Heyman fue el encargado de anunciar el regreso de la ECW formando como tercera marca de la WWE.
Heyman estuvo en el cargo de creativo. Cuatro días después, en Raw, durante una confrontación con Mick Foley, Heyman anunció que había fichado a dos estrellas de Raw y SmackDown. La de Raw, fue luchador de la ECW y Mr. Money in the Bank Rob Van Dam. Su fichaje de SmackDown fue Kurt Angle. Angle atacó a Mick Foley, justo después de acabar el anuncio de Heyman. Heyman predijo que Rob Van Dam ganaría al campeón de la WWE John Cena en One Night Stand. Heyman apareció en SmackDown! para comentar el que sería el último combate de Kurt Angle en esta marca. Luchó contra el Campeón Mundial Rey Mysterio.
En One Night Stand, John Cena y RVD estaban en pleno combate, cuando Cena, sin querer, dejó al árbitro inconsciente. Edge apareció entonces para aplicarle una lanza (Spear) hacia una mesa. RVD le aplicó un "Five Star Frog Splash" para acabar con Cena, pero no había árbitro para contar. Heyman, corrió hacia el ring, e hizo la cuenta de tres. Van Dam ganó el título de la WWE. Heyman excusó los acontecimientos diciendo que el combate estaba pactado con reglas extremas, sin descalificaciones. Como campeón de la WWE, Van Dam, fue el primero en reformar ECW on SciFi. La noche siguiente, Heyman se declaró el representante de la ECW, y repuso el Título de la ECW. Heyman quería unir los títulos (WWE y ECW), aunque Van Dam fue elegido para portar los dos títulos, y fue reconocido doble campeón, tanto de la ECW como de la WWE.
El 4 de julio de 2006, en la edición de ECW, Big Show retó a Van Dam a un combate por el campeonato de la ECW. Casi al final del combate, The Big Show dejó al árbitro inconsciente. RVD le aplicó su movimiento (El "Five Stars Frog Splash"). Heyman se subió al ring para contar, pero solo contó hasta dos. Heyman le dijo a Big Show que le aplicara un "Chokeslam" a Van Dam encima de una silla, que había sido utilizada con anterioridad. Big Show cubrió a RVD para la cuenta, y Heyman hizo la cuenta rápidamente, dejando intencionadamente a Van Dam sin título. Los fanes estaban tan enfurecidos, que no dudaron en tirar comida, y otras basuras hacia el ring. Este incidente fue reconocido como "La traición de South Philly".
WWE.com, anunció que Heyman había suspendido a Van Dam durante 30 días (kayfabe, relacionado por cargos contra él y Sabu). Heyman empezó a referirse a sí mismo como "el mesías" y "el padre de la ECW", justificando que en la ECW todo puede pasar, como el caso de RVD. También empezó a salir acompañado por dos guardias privados de seguridad (quienes en realidad eran The Basham Brothers), protegiéndose de luchadores de la ECW, y fanes que están descontentos con sus acciones. Heyman nunca ha sido de contratar a luchadores que nunca han luchado. Siempre ha jugado con los "ECW original". La única "cara nueva" en la ECW fue CM Punk.
Heyman luchó por el PPV en el que solo participaría la ECW, y que se llamaría December to Dismember y que se celebraría el 3 de diciembre de 2006. Se realizó el PPV, aunque Vince McMahon lo despidió la noche siguiente. En septiembre de 2007, Heyman hizo pocas apariciones en la WWE. Pasó más de un año hasta que Heyman comentó su salida de la WWE, y dijo que fue una mala idea revivir a la ECW. También dijo que Vince y él tenían unas ideas diferentes para December to Dismember. Después de su ida de la WWE, Heyman intentó entrar en la MMA, en un consorcio que busca luchadores para Strikeforce, pero últimamente hubo desacuerdos entre capataces.

### Regreso a la WWE (2012–Presente)

#### 2012

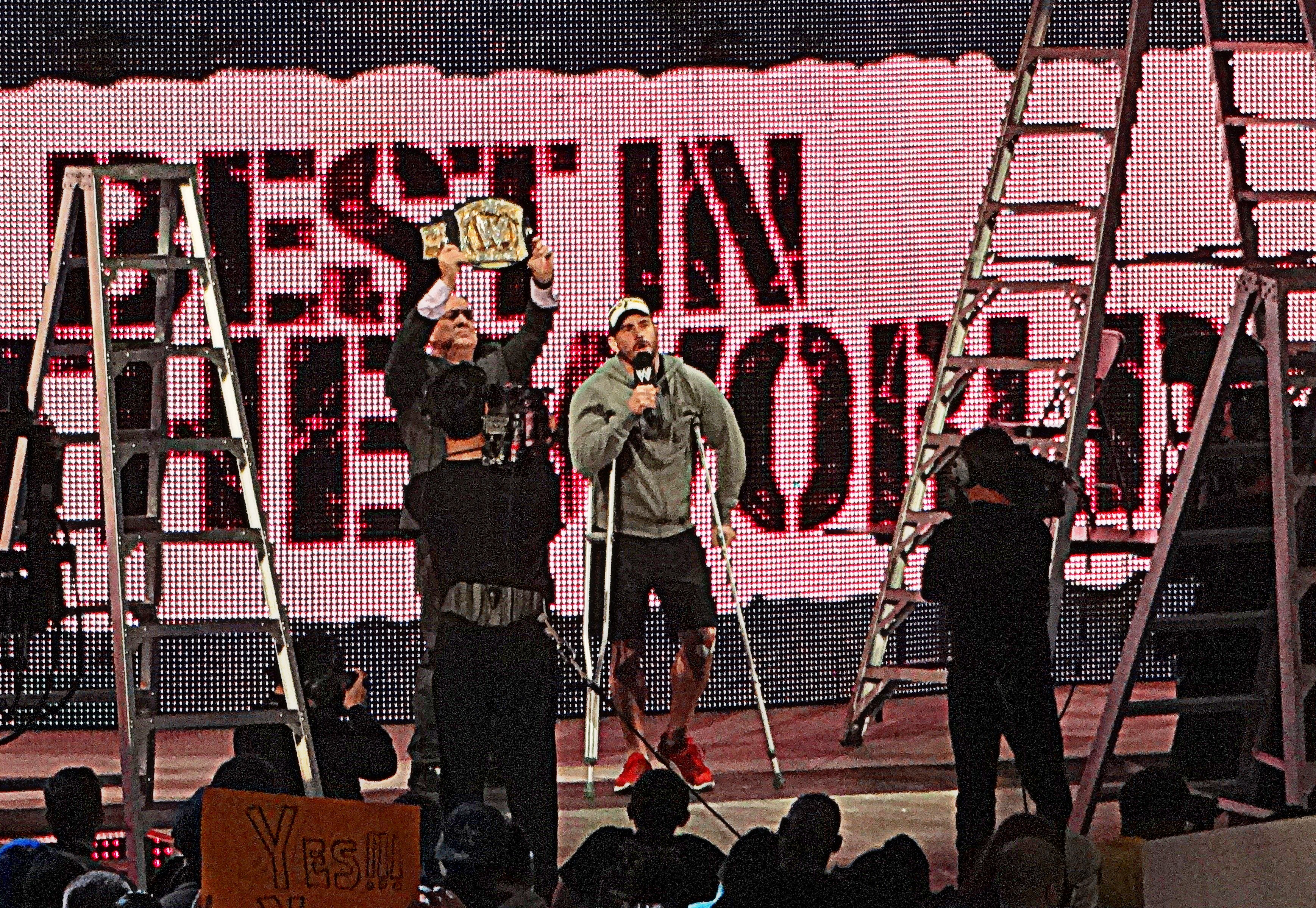
Después de su regreso a la WWE, Heyman se convirtió en el mánager del Campeón de la WWE CM Punk.

El 7 de mayo de 2012, hizo su regreso a la WWE en seis años en Raw como el representante de Brock Lesnar, quien tras perder ante John Cena, se retiraba (kayfabe) de la WWE. Tras esto, apareció regularmente en la WWE, dirigiendo también al Campeón de la WWE CM Punk, ayudándole en sus combates y representando a Lesnar. La semana siguiente en Raw, Heyman se enfrentó verbalmente a Triple H, entregándole una demanda de Lesnar por incumplimiento de contrato. Triple H respondió empujando a Heyman contra las cuerdas, lo que llevó a este último a anunciar que presentaría una demanda contra por asalto y agresión. En el episodio del 18 de junio, Heyman rechazó el desafío de Triple H para un combate contra Lesnar en SummerSlam en nombre de Lesnar. Más tarde ese mes, Heyman declaró que Lesnar respondería él mismo al desafío de Triple H en Raw 1000. Lesnar continuaría derrotando a Triple H en SummerSlam.

#### 2013

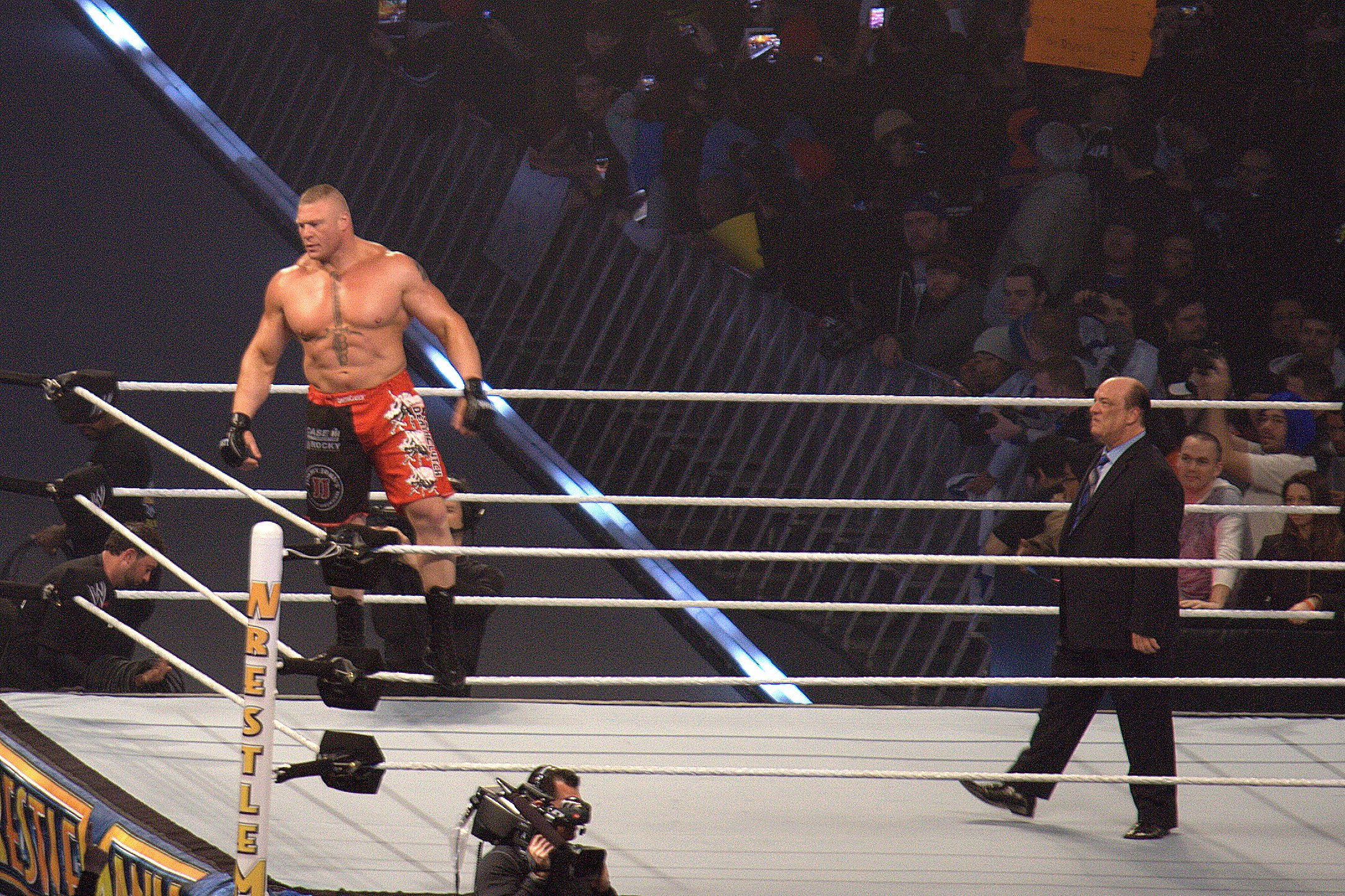
Brock Lesnar y Paul Heyman en WrestleMania 29.

El 28 de enero en Raw, cuando Vince McMahon le anuncio a Heyman que más adelante podría ser despedido, Lesnar regresó para atacar a McMahon.Paul Heyman tuvo su discurso de dimisión de la WWE el 11 de febrero en Raw que fue interrumpido por CM Punk, y se las arregló para negociar una cláusula con Mr. McMahon de que el campeón no puede retener el título vía cuenta fuera o descalificación, mientras The Shield no estuviera implicado. Heyman mantuvo su promesa de apoyar a Punk, luego causando involuntariamente que Punk perdiera ante The Rock en Elimination Chamber cuando Punk le golpeó por error. Heyman fue retado a una pelea por Mr. McMahon en la edición del 25 de febrero de Raw, en el cual Heyman y McMahon intercambiado golpes con sus muletas. Brock Lesnar interfirió en nombre de Heyman pero Triple H apareció y fue tras Lesnar. CM Punk ganó el derecho a luchar contra The Undertaker en WrestleMania después de ganar un Fatal Four Way match en Old School Raw y en el episodio del 25 de marzo de Raw Triple H firmó el contrato para hacer frente a Brock Lesnar en WrestleMania, las estipulaciones siendo: No Holds Barred, con la carrera de Triple H en la línea. En el episodio siguiente de Raw, él elaboró que la carrera gerencial de dentro de la empresa podría estar en la línea. Heyman también se disfrazó para suplantar al fallecido Paul Bearer para atraer a The Undertaker para ser atacado por CM Punk en Raw, quien estaba vestido como uno de sus druidas. Punk procedió a vacíar las cenizas de la urna simbólica sobre The Undertaker como un signo de irrespetuosidad. En WrestleMania 29, acompañó a sus dos representados, Punk y Lesnar a sus dos combates, los cuales perdieron. Días antes, empezó a lanzar rumores sobre un tercer Paul Heyman Guy (luchadores a los que dirige), revelándose el día después de WrestleMania que era Curtis Axel, quien ganó un mes después el Campeonato Intercontinental. Sin embargo, Punk cambió a face, negándose a que Heyman le acompañara al ring.

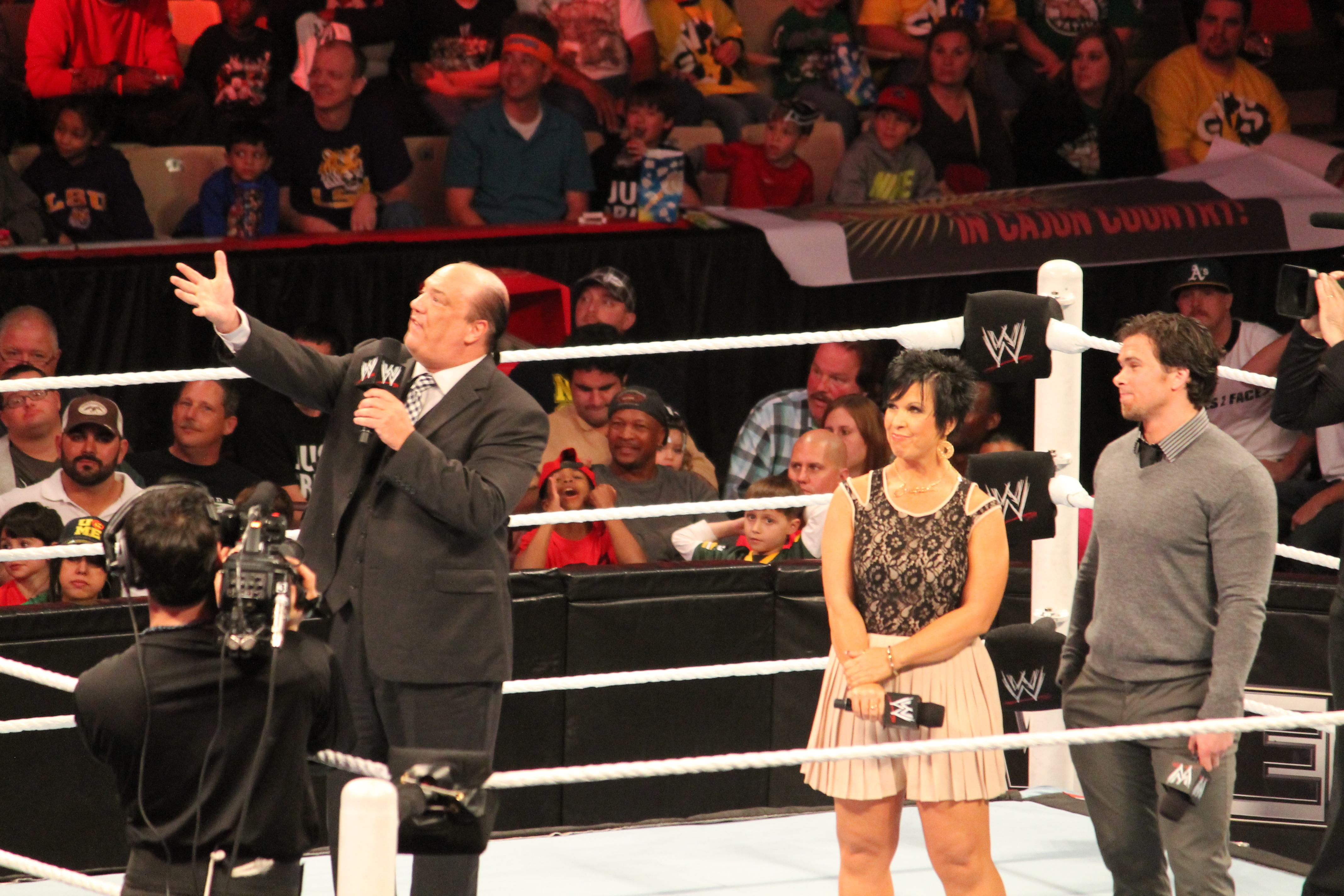
Heyman en la WWE como mánager de sus "Paul Heyman Guys"

En Money in the Bank, intentó ayudarle a ganar el maletín por una oportunidad al Campeonato de la WWE, pero Punk rechazó su ayuda. Debido a esto, empezaron ambos un feudo. En Night of Champions, Heyman & Axel se enfrentaron a Punk en un No Disqualifcation Handicap Elimination match. Aunque Punk eliminó a Axel, Ryback interfirió y le aplicó una "Spear" contra una mesa a Punk, salvando a Heyman y dándole la victoria. En semanas posteriores Heyman se jactó de su victoria sobre Punk y Ryback comenzó a asociarse con Heyman. En WWE Battleground Punk pudo cubrir a Ryback debido a un golpe bajo. Punk volvió a enfrentarse a Ryback y Heyman nuevamente en un 2-on-1 Hell in a Cell match en Hell in a Cell después de que Punk ganó un reto "Beat The Clock", permitiendo a Punk decidir cuál sería la estipulación de la lucha. En Hell in a Cell Punk derrotó a Ryback & Heyman, poniendo fin a su disputa. En el episodio del 11 de noviembre de 2013 de Raw, Heyman declaró que ya no estaba con Ryback ya que Ryback nunca oficialmente había aceptado su propuesta para convertirse en un "Paul Heyman Guy". Después de eso, CM Punk saldría para golpear a Heyman con un palo de kendo. La noche siguiente en SmackDown, Heyman anunció formalmente a Curtis Axel y a Ryback que ya no eran Paul Heyman Guys, marcando por lo tanto el final de la asociación de Axel con Heyman, quien continuó haciendo equipo con Ryback.

#### 2014
Heyman regresó en la edición del 30 de diciembre de Raw junto a Brock Lesnar cuando este atacó a Mark Henry. Él también estuvo en la esquina de su cliente en rivalidades con Big Show y The Undertaker en los primeros cuatro meses de 2014. En WrestleMania XXX, fue el mánager de Lesnar cuando este derrotó a The Undertaker, el hombre que Heyman previamente había dirigido temprano en su carrera. Esta fue la primera derrota de The Undertaker en un WrestleMania, evento en el que previamente ganó 21 combates consecutivos. En el Raw siguiente a WrestleMania, Cesaro reveló ser un "Paul Heyman Guy".
El 2 de junio en Raw, después de que Triple H anunciara que Randy Orton desafiaría a John Cena en SummerSlam, Roman Reigns salió y encaró a Orton tras bastidores. Luego, Heyman salió diciéndole a Triple H que implementara el "Plan C", que era el regreso de Lesnar, quien tendría un combate contra Cena en SummerSlam. Lesnar derrotó a Cena en SummerSlam para ganar el Campeonato Mundial Peso Pesado de la WWE.

#### 2015
En el evento Royal Rumble, Heyman cambió a tweener después de que Brock Lesnar venciera a Seth Rollins y John Cena en un gran combate por el Campeonato Mundial Peso Pesado de la WWE para retener su título. En WrestleMania 31, Heyman estaba en ringside cuando Lesnar defendió su Campeonato Mundial Peso Pesado de la WWE contra el ganador del Royal Rumble, Roman Reigns, pero Lesnar no tuvo éxito ya que Rollins cobró su maletín de Money in the Bank y convirtió el combate en un combate de Triple Amenaza. Rollins cubrió a Reigns por la victoria. La noche siguiente en Raw, Heyman y su cliente fueron suspendidos después de que Lesnar exigiera una revancha por el título y atacó a varios camarográfos.
En junio, Heyman y Lesnar regresaron a la WWE después de que Lesnar fuera nombrado el contendiente #1 al Campeonato Mundial Peso Pesado de la WWE, lo que encendió una disputa entre él y Rollins. En Battleground, Lesnar derrotó a Rollins por descalificación, luego de que The Undertaker regresara y atacara a Lesnar. The Undertaker explicó además sus acciones como venganza, no por derrotar a la racha, sino por las constantes burlas de Heyman. En SummerSlam, Heyman estaba en primera fila cuando la lucha entre Lesnar y The Undertaker terminó en controversia; sonó la campana cuando The Undertaker se tapó, pero el árbitro no lo vio. Esto permitió que The Undertaker derrotara a Lesnar después de que se desmayó con la Hell's Gate.

#### 2016
Heyman regresó con su cliente Lesnar el 11 de enero de 2016 en Raw, anunciando su participación en la batalla real de Royal Rumble. Allí, Lesnar fue eliminado en el combate por Bray Wyatt, dando indicios de una rivalidad entre ambos, que nunca pudo concretarse. Más tarde, acompañó a Lesnar al ring en WrestleMania 32 y Lesnar derrotó a Dean Ambrose en un No Holds Barred match.
Como consecuencia del Draft, tanto él como Lesnar fueron reclutados por Raw. Sin embargo, el 21 de julio, se comprobó que Heyman había terminado su contrato con la WWE. Si bien se sospechaba que Heyman no estaría en el Draft porque tomaría el rol como Gerente General de una marca, pues él mismo había negado esa posibilidad, esto finalmente no pasó e hizo que el destacado periodista Dave Meltzer del Wrestling Observer Newsletter buscara información exclusiva sobre el motivo por el cual WWE no hacía mención del expromotor. “El contrato de Paul Heyman con WWE ha expirado. Hemos podido conocer que por el momento, no se ha podido llegar a un acuerdo para renovarlo, sin embargo, él tampoco ha sido mencionado de ninguna manera en la televisión ni conectándolo con Brock Lesnar, quien fue transferido a WWE Monday Night Raw”. Pero además, Meltzer señala la siguiente información, la cual nos podría aclarar un poco más la situación. “El futuro de Paul Heyman muy bien podría depender de la manera en como WWE decida manejar a Brock, quien ha estado recibiendo golpe tras golpe debido a sus pruebas antidrogas fallidas de cara a su pelea en UFC 200. Si la WWE va a darle un empuje a Brock Lesnar cuando regrese, no tiene sentido que firmen a Paul Heyman para continuar ayudando a vender las habilidades de Lesnar. Pero… si ellos deciden no promocionar a Brock como figura principal, tal vez tampoco habría necesidad de firmar a Heyman“.
Heyman regresó junto a Lesnar en el episodio del 1 de agosto de Raw, promocionando el combate de este contra Randy Orton en SummerSlam, mientras Lesnar recibió un sorpresivo RKO, aunque logró vengarse al derrotarlo en el evento. En el episodio del 31 de octubre, Heyman confontó a Goldberg, antiguo rival de Lesnar y a quien derrotó en WrestleMania XX. Heyman fue atravesado por Goldberg y luego llevado en ambulancia a un hospital en Hartford, Connecticut. En Survivor Series, para sorpresa de Heyman y los fanáticos, Goldberg derrotó limpiamente a Lesnar en cuestión de segundos.

#### 2017
El 2 de abril de 2017 en WrestleMania 33, tal como había predicho, Lesnar finalmente pudo vencer a Goldberg, convirtiéndose además en nuevo Campeón Universal de la WWE. Meses después, en el episodio del 31 de julio de Raw, Heyman apareció con Lesnar para anunciarle al entonces Gerente General Kurt Angle que si Lesnar perdía el Campeonato Universal en SummerSlam, ambos dejarían la compañía. En SummerSlam, Lesnar derrotó a Roman Reigns, Samoa Joe y Braun Strowman en un Fatal 4-Way match para retener el título, lo que significaba su permanencia. En el siguiente episodio de Raw, Heyman y Lesnar salieron para hablar de la victoria, cuando fueron interrumpidos por Strowman, quien atacó a Lesnar con dos Running Powerslams. Posteriormente, Lesnar derrotó a Strowman en No Mercy para defender exitosamente su título.

#### 2018
En Extreme Rules 2018, Kurt Angle dijo que si Lesnar no se presentaba a Raw o aceptaba los términos de cuándo Lesnar defenderá el Campeonato Universal, entonces sería despojado del mismo por el hecho de no hacer tantas apariciones en TV. En el episodio del 16 de julio de Raw, Heyman interrumpió a Angle, y declaró que Lesnar mantendría el título por el tiempo que quisiera. Angle luego programó a Lesnar para defender el título en SummerSlam y, si no lo hacía, sería despojado indefinidamente. En el episodio del 30 de julio, Angle amenazó con despedir a Heyman debido a la negativa de Lesnar de aparecer en el ring. Después de varios intentos fallidos de Heyman para convencer a su cliente saliera, Lesnar atacó a Angle con un F-5 y estranguló a Heyman. Posteriormente en el episodio del 13 de agosto, Heyman reveló que todo era una artimaña suya, ya que tanto él (empuñando spray de pimienta) como Lesnar emboscaron a Reigns. El reinado de 504 días de Lesnar como campeón llegaría a su fin después de que Reigns lo derrotara en SummerSlam. Heyman aparecería en un segmento tras bambalinas de Raw después del evento para invocar la cláusula de revancha de Lesnar contra Reigns por el Campeonato Universal en Hell in a Cell, pero Kurt Angle se opuso. Esta decisión no evitaría que Heyman apareciese cuando Lesnar interfirió con el combate entre Reigns y Braun Strowman. Al día siguiente, Heyman apareció en Raw, organizando una Triple Threat match para Crown Jewel entre Lesnar, Strowman y Reigns por el título. Sin embargo, luego del anuncio de leucemia de Reigns, quien dejaría vacante el título, Heyman organizaría un combate titular entre Lesnar y Strowman en el evento realizado en Arabia Saudita, que ganó Lesnar.

#### 2019
En WrestleMania 35, Heyman salió justo después del segmento de apertura, exigiendo que Seth Rollins pelee con su cliente para comenzar la cartelera principal. Lesnar y Rollins aparecieron a partir de entonces, donde el primero golpeó severamente al segundo, antes de que comenzara el combate. Cuando finalmente comenzó el combate, Rollins finalmente ganó el combate en menos de 5 minutos, dando un golpe bajo a Lesnar cuando un árbitro fue derribado y ejecutando su movimiento final tres veces.
En junio de 2019, WWE anunció que Heyman sería el director ejecutivo de Raw, cargo que ocupó hasta junio de 2020. A causa del Draft de ese año, Heyman también apareció en SmackDown debido a que Lesnar fue seleccionado para la marca, pero poco después, Lesnar regresó a Raw debido a su feudo con Rey Mysterio y Cain Velasquez en torno al Campeonato de la WWE.

#### 2020
Heyman continuó representando a Lesnar hasta WrestleMania 36, cuando Drew McIntyre derrotó a su cliente por el Campeonato de la WWE, en un evento sin fans en la arena debido a la pandemia de COVID-19. Lesnar luego optó por no firmar un nuevo contrato, dejando así su carrera de lucha libre profesional en la incertidumbre debido a que se convirtió en un "agente libre".
En el episodio del 28 de agosto de 2020 de SmackDown, apareció en un segmento tras bastidores, alineándose con Roman Reigns, que ahora se desempeña como su abogado especial. Esto significaría que Reigns cambiara a heel y eventualmente, dejaría atrás el personaje e indumentaria de Big Dog que ha usado con los años para dar paso al Jefe Tribal, una faceta más realista de sí mismo. Días después, Reigns derrotó a "The Fiend" Bray Wyatt y Braun Strowman para ganar el Campeonato Universal de la WWE.
Tras la llegada del ThunderDome, Heyman también desempeñaría un papel en el programa de entrevistas Talking Smack junto con la anunciadora de la marca, Kayla Braxton.

#### 2021
En Royal Rumble, Heyman fue clave para que Roman Reigns retuviera el Campeonato Universal de la WWE frente a Kevin Owens en un Last Man Standing match, donde liberó a Reigns, quien se encontraba esposado a un enrejado de iluminación. Reigns luego aplicó el Guillotine Choke en Owens, incapacitándolo. Owens no pudo ponerse de pie a la cuenta de 10, por lo que Reigns retuvo el título. 
Después del regreso de Brock Lesnar a la WWE en SummerSlam, Reigns retuvo el Campeonato Universal en el evento Crown Jewel en octubre, después de golpear a Lesnar con el cinturón del título. Como consecuencia del Draft, Heyman se mantuvo en SmackDown junto con The Bloodline. Posteriormente, La asociación de Heyman con Reigns terminó en el episodio del 17 de diciembre en SmackDown, después de que Reigns despidiera a Heyman y lo atacara. Antes de ello, Reigns hablaba de lo que había pasado en la programación mientras él se tomaba unas vacaciones, para luego reprender a sus primos The Usos y después perdonarlos, porque son su sangre, pero Reigns dijo que Heyman no era parte de esta porque sospechaba que estaba detrás del retorno de Lesnar. Para ponerlo a prueba, Reigns lo obligó a contarle la verdad sobre si Lesnar estaba trabajando con él. Heyman le confesó que lo estaba protegiendo de Lesnar. Justo cuando Reigns y The Usos estaba a punto de golpearlo con una silla de acero, Lesnar salvó a su antiguo mánager de ser atacado.

#### 2022
En el episodio del 3 de enero de 2022 de Raw, Heyman una vez más se alineó con Brock Lesnar después de que este ganara el Campeonato de la WWE días antes en el evento Day 1. Sin embargo, tres semanas después en Royal Rumble, traicionó a Lesnar al entregarle a Roman Reigns el cinturón para atacar a Lesnar, lo que le permitió a Bobby Lashley ganar el título en el proceso. Se reveló que esto fue una artimaña de Heyman y Reigns para así destronar a Lesnar. El feudo entre ellos continuaría con Lesnar ganando el Royal Rumble match y la Elimination Chamber match y terminaría hasta un Champion vs Champion Winner Takes All Championship Unification match en WrestleMania 38. En WrestleMania, Reigns derrotó a Lesnar ganando así tanto el Campeonato Universal de la WWE como el Campeonato de la WWE.
El 30 de julio en SummerSlam, Heyman interfirió junto con The Usos en el Last Man Standing match entre Reigns y Lesnar, pero terminó siendo atacado por Lesnar con un F-5. Aun así, Reigns logró ganar el combate luego de atacar a Lesnar con uno de los títulos mundiales y taparlo con restos de la mesa de comentarios. Heyman dejó de aparecer en la programación por unas semanas como una forma de selling (vender en inglés) el ataque, hasta su regreso en el episodio del 16 de septiembre de SmackDown.

#### 2023
En el episodio del 6 de febrero de Raw, mientras Cody Rhodes hablaba sobre su histórica victoria en el Royal Rumble días atrás, Heyman interrumpió su promo para felicitarle mediante un apretón de manos como muestra de respeto. Aunque eso sí, el segmento se fue intensificando hacía lo personal cuando le mencionó a Rhodes que su padre -Dusty- si bien lo consideraba su hijo favorito, veía en Roman Reigns el hijo que habría anhelado tener. No obstante, a Rhodes no parecía incomodarle advirtiéndole a Heyman que en WrestleMania 39 será quien destrone el extenso reinado de Reigns como Campeón Universal Indiscutible de WWE. En Elimination Chamber el 18 de febrero, cuando trataba de interferir en el combate de Reigns y Sami Zayn, recibió un Stunner por parte de Kevin Owens. Por tercer año consecutivo, estuvo al lado de Reigns en un combate suyo en el magno evento, cuando en WrestleMania 39 venció a Cody Rhodes. En ese periodo, el reinado del título de Reigns como Campeón Universal había alcanzado los 1200 días.

#### 2024-presente
En abril de 2024, Heyman fue anunciado como el primer miembro del Salón de la Fama de la WWE de esa clase, que se celebraría un día antes de WrestleMania XL en Filadelfia, ciudad en la que se formó ECW. En el gran evento, aunque fue pieza clave para que Reigns y The Rock vencieran a Cody Rhodes y Seth Rollins en la primera noche, no pudo evitar que Rhodes acabará con el histórico reinado de Reigns (el cual llegó a 1316 como Campeón Universal) en la segunda noche.

## Legado
El trabajo de Heyman como promotor, booker y posteriormente mánager de luchadores ha sido elogiado por muchos críticos, fans y compañeros de lucha libre profesional. Heyman es ampliamente considerado como uno de los más grandes oradores en la historia de la industria. Jim Cornette, se refirió a él como "un genio".
Sin embargo, se ha destacado por ser una personalidad difícil y ha tenido varias confrontaciones con luchadores, entre ellos AJ Styles, Karl Anderson y Luke Gallows. Incluso Tommy Dreamer, legendario luchador de la extinta Extreme Championship Wrestling (ECW) y amigo cercano de Heyman, ha hablado sobre cómo planeó dispararle con un arma de fuego en pleno WrestleMania X-Seven debido a lidiar con un maltrato financiero por parte de Heyman.
El promotor y booker de lucha libre profesional Eric Bischoff ha elogiado -y criticado- a quien fuera uno de sus rivales directos en la década de los 90:

La idea de trabajar con Paul no iba a hacerme decir 'ooh wow, me pregunto cómo será eso'. Y no siempre nos llevamos tan bien el camino No éramos adversarios ni nada por el estilo, solo él estaba haciendo lo suyo, yo estaba haciendo lo mío ". “Para cuando llegué a la WWE y la WCW ya no existía, y la ECW ya no existía, y ambos éramos talentos en la WWE, Paul y yo pasamos mucho tiempo hablando, creativa e históricamente y solo nuestro sentimiento general de las cosas, y desarrollado una gran relación Lo mantuvimos un poco kayfabe, porque nunca sabíamos cuándo podríamos tener la oportunidad de ganar algo de dinero juntos, así que queríamos que la gente comprara la historia de 'Heyman odia a Bischoff', 'Bischoff odia a Heyman', pero no era cierto en absoluto.

En 2021, el comentarista Jim Ross, que trabajó con Heyman tanto en la WCW como en la WWE, y fue su socio de transmisión, reconoció lo siguiente:

Es tan inteligente y lo entiende. Sabía lo que estaba haciendo. Era un muy buen antagonista porque a veces los mejores antagonistas son los villanos que dicen cosas que sabes que son ciertas pero simplemente no quieres escucharlas. Heyman tenía la capacidad de decir su versión de la verdad, [era] plausible Simplemente no era un talón superándose a sí mismo, superó el talento e hizo un gran trabajo.

## Vida personal
En febrero de 1993, Paul Heyman presentó una demanda contra la World Championship Wrestling (WCW) alegando despido injustificado y discriminación étnica. La demanda se resolvió de forma privada fuera de los tribunales.
Fuera del cuadrilátero, es un cinéfilo que cita a Léon: The Professional y Ángeles con caras sucias como sus películas favoritas. Heyman también ha dicho que es un gran admirador de Henry Rollins, describiéndolo como "uno de los comentaristas sociales más subestimados".
Heyman es padre de dos hijos.

## The Sun
Desde que se fue de la lucha libre profesional, Heyman entró en colaboración con la revista The Sun y de su página web. El 4 de febrero de 2008, hizo una entrevista exclusiva a la revista The Sun sobre sus problemas, y su ida de la ECW.
Heyman también ha empezado un proyecto multimedia, llamado The Heyman Hustle, es un video blog en el que Heyman se ve con personajes famosos de varias partes del entretenimiento, incluyendo a la familia McMahon, el caso de Chris Benoit, Ric Flair y Joey Styles.

## Carrera como actor
Heyman actuó como comentarista deportivo en Rollerball. Heyman después hizo de Gino en la adaptación cinematográfica del Off-Broadway show Tony n' Tina's Wedding.

## Luchadores dirigidos
- Tommy Rich
- Dennis Condrey
- Randy Rose
- Colonel DeBeers
- Adrian Adonis
- "Mean Mark" Callous
- Steve Austin
- Rick Rude
- Arn Anderson
- Rey Mysterio
- Larry Zbyszko
- Bobby Eaton
- Madusa
- Don Muraco
- Jimmy Snuka
- Eddie Gilbert
- Dark Patriot
- Sabu
- Taz/Tazmaniac
- 911
- Brock Lesnar
- Big Show
- Kurt Angle
- Shelton Benjamin
- Charlie Haas
- A-Train
- Heidenreich
- Rob Van Dam
- Nathan Jones
- Rhino
- Tommy Dreamer
- Bob Orton
- Test
- Hardcore Holly
- CM Punk
- Curtis Axel
- Ryback
- Cesaro
- Roman Reigns
- Solo Sikoa
- Seth Rollins

Equipos:
- Samoan Swat Team (Fatu & Samu)
- Dangerous Alliance (Arn Anderson, Rick Rude, Larry Zbyszko, Bobby Eaton, Steve Austin)
- Team Angle (Shelton Benjamin & Charlie Haas)
- The Dudley Boyz (Bubba Ray Dudley, D-Von Dudley & Spike Dudley)
- The Usos (Jey Uso & Jimmy Uso)
- The Bloodline (Roman Reigns, Sami Zayn, Solo Sikoa, Jey Uso & Jimmy Uso)
- The New Bloodline (Solo Sikoa, Jacob Fatu, Tama Tonga & Tanga Loa)

Apodos
- "The One behind the One in 21-1" - En referencia a la victoria de Brock Lesnar sobre The Undertaker en WrestleMania XXX.
- "The Best in The World" - apodo asumido a sí mismo después de derrotar a CM Punk en Night of Champions.
- "The Mad Scientist"
- "The Best Manager In The World"
- "The Voice of the Voice of the Voiceless"
- "The Walrus"
- "The Paulrus"
- "The GodFather Of ECW"
- "The Messiah of a New Breed Unleashed"
- "The Rabbi of the Revolution"
- "The Swinging Schlong of the Extreme"
- "Paul E. Dangerously"

## Campeonatos y logros
- WWE
  - WWE Year–End Award (1 vez)
    - Best on the Mic (2018)[59]

  - WWE Hall of Fame (2024)

- Pro Wrestling Illustrated
  - Mánager del año (1992)
  - Facción del año (2022) – The Bloodline

- Wrestling Observer Newsletter
  - Best Booker (1994–1997, 2002)[60]
  - Best on Interviews (2013)[61]
  - Best Non-Wrestler (2001, 2002, 2004, 2012–2014, 2018, 2019, 2021)[60][61][62]
  - Best Non-Wrestler of the Decade (2010's)
  - Best on Interviews of the Decade (2010's)
  - Wrestling Observer Newsletter Hall of Fame (Clase 2005)
  - Situado en el Nº11 del WON Mejor en entrevistas de la década (2000–2009)[63]

- Inside The Ropes Magazine
  - Manager of the Year (2020)